# Tüskés lágyhéjúteknős
A tüskés lágyhéjúteknős (Apalone spinifera) a hüllők (Reptilia) osztályának teknősök (Testudines) rendjébe és a lágyhéjúteknős-félék (Trionychidae) családjába tartozó faj.

## Előfordulása
Észak-Amerika területén honos. A természetes élőhelye édesvízi folyók, tavak, mocsarak és öblök, melyeknek növényzete és homokos vagy iszapos feneke van.

## Alfajai
- Apalone spinifera aspera (Agassiz, 1857)
- Apalone spinifera ater (Webb and Legler, 1960)
- Apalone spinifera emoryi (Agassiz, 1857)
- Apalone spinifera guadalupensis (Webb, 1962)
- Apalone spinifera hartwegi (Conant and Goin, 1948)
- Apalone spinifera pallida (Webb, 1962)
- Apalone spinifera spinifera (Lesueur, 1827)

## Megjelenése
A hím hossza 13-24 centiméter, a nőstény nagyobb, 24-48 centiméter közötti.
|  |

## Életmódja
Vízi rovarokkal, rákokkal, és néha kisebb halakkal táplálkozik.

## Szaporodása
Napsütéses homokpadon, vagy kavicsos parton ásott üregbe rakja 9-38 tojását.

## Külső hivatkozás
- Képek az interneten a fajról[halott link]